# یهی اوتسوکی
یهی اوتسوکی (ژاپنی: 大槻 優平؛ زادهٔ ۶ مهٔ ۱۹۸۸) یک بازیکن فوتبال اهل ژاپن است.
از باشگاه‌هایی که در آن بازی کرده‌است می‌توان به باشگاه فوتبال زویگن کانازاوا اشاره کرد.